# Сатламышевское сельское поселение
Сатламышевское се́льское поселе́ние — муниципальное образование в Апастовском районе Татарстана Российской Федерации.
Административный центр — село Сатламышево.

## История
Статус и границы сельского поселения установлены Законом Республики Татарстан от 31 января 2005 года № 8-ЗРТ «Об установлении границ территорий и статусе муниципального образования "Апастовский муниципальный район" и муниципальных образований в его составе»

## Население
| 2010 | 2011 | 2012 | 2013 | 2014 | 2015 | 2016 |
| ---- | ---- | ---- | ---- | ---- | ---- | ---- |
| 946  | ↘940 | ↘922 | ↘896 | ↘892 | ↘870 | ↘857 |
| 2017 | 2018 |      |      |      |      |      |
| ↘833 | ↘814 |      |      |      |      |      |

## Состав сельского поселения
| № | Населённый пункт | Тип населённого пункта       | Население |
| - | ---------------- | ---------------------------- | --------- |
| 1 | Кабы Копри       | село                         |           |
| 2 | Сатламышево      | село, административный центр |           |
| 3 | Семь Ключей      | деревня                      |           |
| 4 | Шигаево          | село                         |           |
| 5 | Янгильдино       | деревня                      |           |